# جبل رينجاني

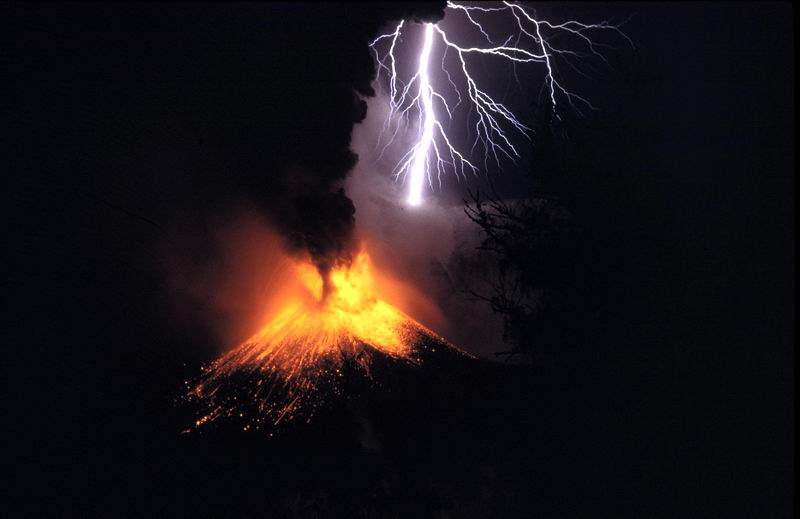
ثوران بركان رينجاني عام 1994 مع البرق

جبل رينجاني هو بركان نشط في اندونيسيا في جزيرة لومبوك. ويتبع الجبل إداريا لمنطقة شمال لومبوك ريجنسي الواقعة في نوسا تنقارا الغربية ويرتفع إلى 3726 متراً مما يجعله ثاني أعلى بركان في اندونيسيا.
على قمة البركان يوجد كالديرا تبلغ من 6 إلى 8.5-كيلومتر، وهي تملأ جزئيا ضفاف البحيرة والتي ترتفع حوالي 2000 متر فوق مستوى سطح البحر، وتشير التقديرات إلى أن عمقها حوالي 200 مترا [4] والتي تحتوي أيضا على الينابيع الساخنة. وتعتبر قبيلة الساساك والشعب الهندوسي البحيرة والجبل مقدسة حيث يؤدون بعض الأنشطة الدينية أحيانا في المنطقتين. وفي 3 نوفمبر 2015، بدأ بركان رينجاني بالانفجار .